# 1885 au Québec
Cet article traite des événements survenus en 1885 au Québec. 

## Événements

### Janvier
- 2 janvier : l'archevêque de Québec, Elzéar-Alexandre Taschereau, déclare que le Vatican a officiellement autorisé le premier ministre John Jones Ross à régler le problème des biens des Jésuites[1].
- 12 janvier : la Cour suprême statue que la loi fédérale sur les licences est inconstitutionnelle. Seules les provinces ont le droit d'octroyer des permis[2].

### Février
- 22 février : à Beauport, les libéraux du Québec votent une résolution réclamant du fédéral l'engagement de relier le chemin du fer du Canadien Pacifique à celui de l'Intercolonial sur la rive nord. Ils demandent également la construction d'un pont ferroviaire reliant Québec à sa rive sud[3].

### Mars
- 2 mars : Honoré Beaugrand est élu maire de Montréal par 3 324 voix contre 2 923 pour son adversaire Jean-Louis Beaudry[4].
- 5 mars : ouverture de la quatrième session de la 5e législature. Comme la construction de l'Hôtel du Parlement n'est pas tout à fait terminée, les députés siègeront dans ce qui sera le Salon rouge de l'Assemblée législative et les conseillers législatifs dans la Bibliothèque de la législature[5].
- 6 mars : à Québec, la Compagnie de lumières électriques dépose un rapport au conseil municipal recommandant l'éclairage électrique à certaines places stratégiques de la ville comme la place d'Armes et le bas de la côte de la Montagne[6].
- 18 mars : début du soulèvement des Métis dans l'ouest. À leur tête, Louis Riel s'empare de Batoche et forme un gouvernement provisoire des Territoires du Nord-Ouest[7].
- 24 mars : lors de son discours du budget, le trésorier Joseph Gibb Robertson annonce des recettes de 5 893 593 $ et des dépenses de 3 125 126 $[8].
- 26 mars : un premier affrontement armé a lieu dans les Territoires du nord-Ouest et se termine par une victoire des troupes de Riel[9].
- 28 mars : le 65e Bataillon est mobilisé à Montréal afin de l'envoyer lutter contre les Métis rebelles dans l'Ouest[10]. Voir Fusiliers de Montréal
- 31 mars : 
  - le 9e Bataillon de Québec reçoit l'ordre de partir immédiatement pour le Nord-Ouest, à l'instar du 65e Bataillon[11].
  - la ville de Montréal fait voter une résolution approuvant la réaction du gouvernement fédéral face à la rébellion des Métis[12].

### Avril
- 14 avril : le libéral Pierre Malcom Guay remporte l'élection partielle fédérale de Lévis à la suite de la démission de Isidore-Noël Belleau.
- 18 avril : une première manifestation publique en faveur de Louis Riel a lieu au Square Chaboillez à Montréal[13].

### Mai
- Mai : l'Assemblée législative adopte une loi limitant le temps de travail à 60 heures par semaine pour les femmes et les enfants et à 72,5 heures pour les hommes[14].
- 9 mai : la session parlementaire est prorogée.
- 12 mai : les Métis sont finalement vaincus à Batoche.
- 13 mai : Louis Riel est fait prisonnier.
- 21 mai : on annonce la division du diocèse de Trois-Rivières, créant ainsi celui de Nicolet[15].

### Juin

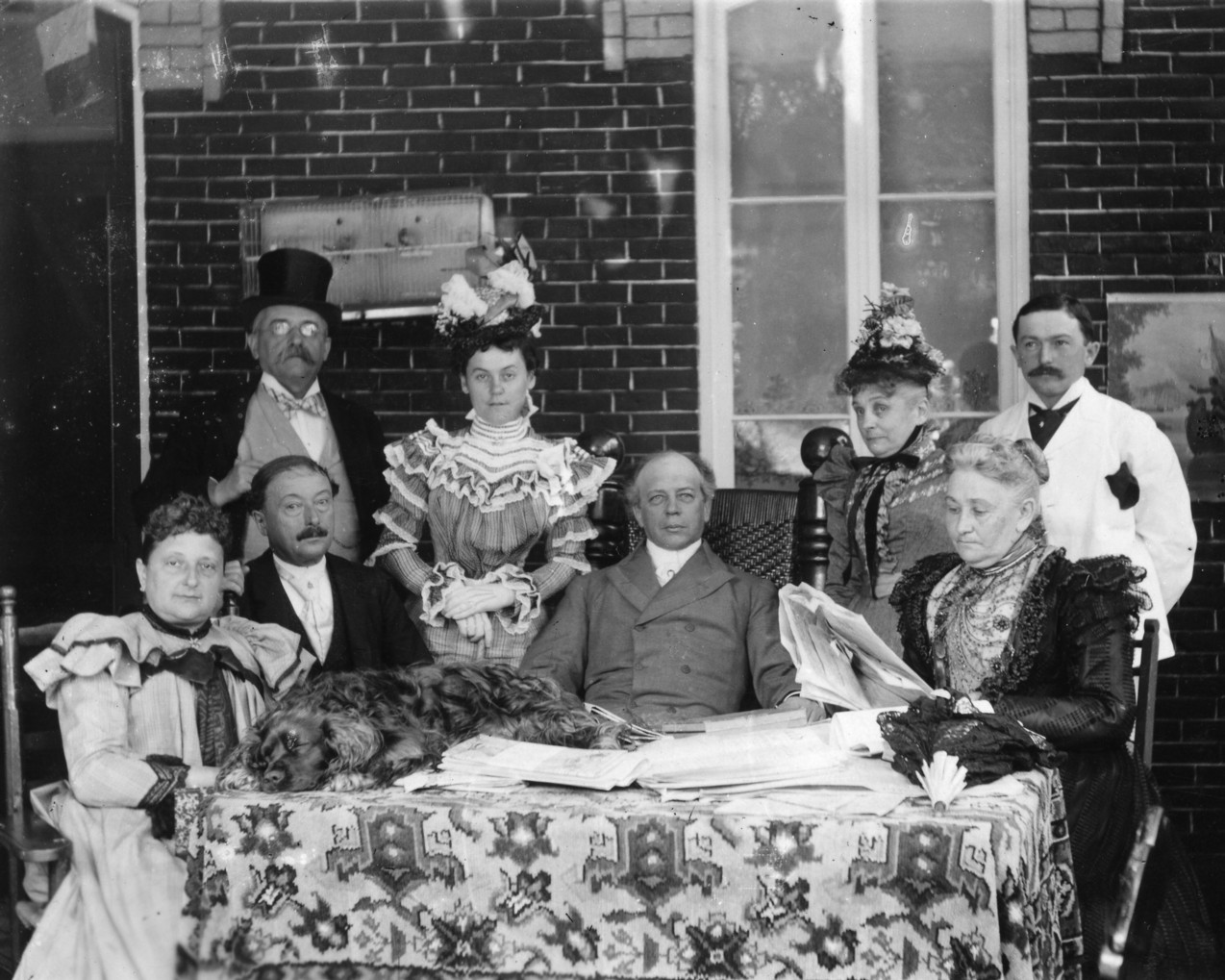
Sous la véranda des Laurier à Arthabaska

- 6 juin : une supplique signée par plusieurs habitants du diocèse de Trois-Rivières et approuvée par leur évêque, Louis-François Richer Laflèche, est envoyée au pape Léon XIII afin d'empêcher sa division[16].
- 16 juin : à la Chambre des communes, le secrétaire d'État Joseph-Adolphe Chapleau défend la politique fédérale des chemins de fer du gouvernement Macdonald. Dans un discours de quatre heures, il souligne les bienfaits du Canadien Pacifique dans l'avenir du pays[17].

### Juillet
- 6 juillet : incarcéré à Regina, Louis Riel est accusé formellement de haute trahison.
- 20 juillet : 
  - le 65e Bataillon est reçu de façon triomphale à Montréal.
  - le procès de Riel débute à Régina.

### Août
- 2 août : Elphège Gravel devient le premier évêque de Nicolet[18].
- 27 août : lors d'une assemblée contradictoire à Valleyfield, le chef libéral Honoré Mercier refuse de parler de l'affaire Riel et se contente de critiquer la politique du gouvernement Ross. Comme plusieurs hommes politiques, il refuse de croire que le gouvernement Macdonald fera exécuter l'ancien chef des Métis[19].

### Septembre
- 16 septembre : une épidémie de variole sévit à Montréal depuis le mois de février. Sa cause semble être le passage d'un train venu de Boston dont l'une des passagères était infectée. Un couple de jeunes mariés américains qui étaient allés passer leur voyage de noces en Europe est le premier cas connu. À ce moment, 218 personnes en sont mortes à Montréal et dans les environs[20].
- 18 septembre : reconnu coupable de haute trahison, Louis Riel est condamné à être pendu[21].
- 19 septembre : le Grand Tronc vend au Canadien Pacifique le chemin de fer reliant Montréal à Québec par la rive nord.
- 24 septembre : le conservateur Joseph-Norbert-Alfred McConville (en) remporte l'élection partielle de Joliette[5].
- 26 septembre-2 octobre - La variole cause 401 décès à Montréal et commence à s'étendre à certaines autres régions[20].
- 27 septembre : une émeute éclate à Montréal contre la vaccination obligatoire et certaines mesures d'isolement[22].

### Octobre
- 22 octobre : le Conseil privé de Londres refuse la demande d'appel concernant le procès de Louis Riel[23].

### Novembre
- 2 novembre : départ du premier train Montréal-Winnipeg[24].
- 3 novembre : un incendie cause des dommages considérables au Bureau de poste de Québec[25].
- 13 novembre : l'ex-premier ministre du Québec, Joseph-Adolphe Chapleau, maintenant ministre fédéral, rencontre des députés conservateurs à Montréal pour les persuader de ne pas démissionner si Riel venait à être pendu[26].
- 15 novembre : maintenant persuadé que Riel va être pendu, Honoré Mercier interpelle Chapleau lors d'un discours et lui demande de quitter le gouvernement Macdonald et de prendre la direction des Canadiens-français du Québec. Chapleau décline l'invitation[27].
- 16 novembre : 
  - Louis Riel est exécuté à Regina. Le soir, 15 000 personnes manifestent pour protester contre sa pendaison au marché Jacques-Cartier de Montréal[28].
  - la ville de Montréal adopte une résolution condamnant l'exécution de Riel.
- 22 novembre : une manifestation rassemblant 50 000 personnes se tient au Champ-de-Mars à Montréal contre la pendaison de Riel. Wilfrid Laurier, Joseph-Israël Tarte et Honoré Mercier y prononcent des discours enflammés et dénoncent le gouvernement Macdonald pour ne pas l'avoir gracié. Plusieurs conservateurs menacent de démissionner, tant au fédéral qu'au provincial[29].
- 27 novembre : 
  - en désaccord avec la position de son parti concernant l'affaire Riel, le chef libéral Henri-Gustave Joly de Lotbinière annonce sa démission.
  - lors d'un nouveau discours, Joseph-Adolphe Chapleau justifie sa conduite lors de l'affaire Riel. Selon lui, la démission de ministres canadiens-français à Ottawa aurait entraîné l'« isolement de la race »[30].

### Décembre
- 10 décembre : on recense 28 cas de variole à Sainte-Anne-de-la-Pocatière[31]. Le collège de l'endroit est fermé temporairement. À Montréal, l'épidémie s'estompe et aura fait 3 259 victimes dont 86 % d'enfants[32].
- 17 décembre : le député libéral de Drummond-Arthabaska, William John Watts (en), démissionne. Il proteste contre la position de son parti dans l'affaire Riel[30].
- 19 décembre : mandaté par le gouvernement fédéral, le curé Labelle part pour une tournée européenne. Il se rendra entre autres en France et en Belgique y faire la promotion de l'immigration au Canada[33].
- 27 décembre : l'archevêque de Montréal, Édouard-Charles Fabre, rend public un mandement dénonçant la rébellion de Riel[34].

## Naissances
- 5 janvier - Fannie Tremblay (actrice et humoriste) († 18 janvier 1970)
- 11 janvier - Joe Power (joueur de hockey et homme politique(† 1er juin 1935)
- 4 février - Cairine Wilson (première femme à être sénatrice du Canada) († 3 mars 1962)
- 18 mars - James Walker Ross (en) (homme politique) († 16 janvier 1941)
- 3 avril - Marie-Victorin ou Conrad Kirouac (botaniste) († 15 juillet 1944)
- 12 juillet - Paul-Ernest-Anastase Forget (personnalité religieuse) († 3 février 1955)
- 8 août - Conrad Gauthier (chanteur) († 14 février 1964)
- 16 août - Alexandre Vachon (homme de sciences) († 30 mars 1953)
- 21 août - Édouard Fabre (athlète) († 1er juillet 1939)
- 27 septembre - Charles Benjamin Howard (homme d'affaires, industriel, marchand et homme politique fédéral) († 25 mars 1964)
- 30 septembre - Arthur Saint-Pierre (journaliste) († 1959)
- 21 novembre - Ralph Frederick Stockwell (homme politique) († 15 octobre 1962)
- 2 décembre - Nana de Varennes (actrice) († 1er juillet 1981)
- 5 décembre - Ernest Cormier (architecte et ingénieur) († 1er janvier 1980)

## Décès
- 3 février - Joseph-Édouard Cauchon (homme politique) (º 31 décembre 1816)
- 6 juin - Ignace Bourget (personnalité religieuse) (º 30 octobre 1799)
- 17 juillet - Jean-Charles Chapais (homme politique et Père de la Confédération) (º 22 décembre 1811)
- 16 novembre - Louis Riel (homme politique) (º 22 octobre 1844)

### Articles généraux
- Chronologie de l'histoire du Québec (1867 à 1899)
- L'année 1885 dans le monde
- 1885 au Canada

### Articles sur l'année 1885 au Québec
- Louis Riel
- Gouvernement John Jones Ross
- Épidémie de variole de Montréal